# Йоан Комнин Ангел Дука Синадин
Йоан Комнин Ангел Дука Синадин е византийски аристократ и военачалник, заемал длъжността мегастратопедарх при управлението на императорите Михаил VIII Палеолог и Андроник II Палеолог.

## Военна кариера
Член на влиятелната константинополска фамилия на Синадините, Йоан Синадин се споменава за първи път в изворите около 1276/1277 г., когато заедно с великия коноставъл Михаил Каваларий предвожда военна експедиция срещу тесалийския деспот Йоан I Дука. Войските на Йоан Синадин и Михаил Каваларий обаче са разбити в битката при Фарсала, където Йоан е пленен, а великият коноставъл Михаил е убит, докато се опитва да избяга. През 1281 г. Йоан Синадин е освободен от плен и се присъединява към похода на византийците срещу Анжуйците в Албания. През 1283 г. Йоан Синадин отново участва в поход срещу Йоан I Дука в Тесалия, но този път византийските войски били предвождани от Михаил Тарханиот.

## Семейство
Йоан Синадин е женен за Теодора Палеологина – племенница на император Михаил VIII Палеолог. Бракът им е уреден лично от императора, който бил попечител на племенницата си Теодора.
Йоан и Теодора имат четири деца, които според сведенията били много малки, когато баща им починал:
- Йоан Синадин, велик коноставъл[5].
- Ефросина Синадина, подготвяна за монашески живот още от детството ѝ[5].
- неизвестна по име дъщеря, за която се споменава, че е била обсъждана като евентуална съпруга на българския цар Теодор Светослав[6]
- Теодор Синадин, протостратор[7]

Малко преди края на живота си Йоан Синадин се замонашва и приема името Йоаким. Известно време след смъртта му, между 1310 и 1328 г., съпругата му Теодора основава константинополския манастир на „Света Богородица Сигурна надежда“ (Βεβαία ελπίς), в който се замонашва под името Теодула. Заедно с нея в монашество постъпва и дъщеря ѝ Ефросина..